# Manolo de los Santos
Manolo Alarcon de los Santos (ur. 5 sierpnia 1947 w Basud) – filipiński duchowny rzymskokatolicki, w latach 1994-2024 biskup Virac.